# Zumba (canción)
«Zumba» es una canción latina tropical pop compuesta e interpretada por Don Omar y es la segunda pista del álbum MTO²: New Generation (2012). A su vez se lanzó digitalmente el 2 de octubre de 2012 como su tercer sencillo oficial. Es la canción principal del videojuego Zumba Fitness Core, que se lanzó en octubre de 2012 para Kinect y Wii.

## Composición
"Zumba" es una canción de mid-tempo reggaeton y pop con influencias de música tropical.

## Listas
| Lista (2013)                          | Mejor posición |
| ------------------------------------- | -------------- |
| Argentina (Top 20)                    | 3              |
| Chile (Top 20)                        | 4              |
| Estados Unidos (Hot Latin Songs)      | 2              |
| Estados Unidos (Latin Pop Airplay)    | 1              |
| Estados Unidos (Tropical Airplay)     | 11             |
| Estados Unidos (Latin Airplay)        | 1              |
| Estados Unidos (Latin Rhythm Airplay) | 1              |
| Grecia (Top 20)                       | 9              |
| Suiza (Schweizer Hitparade)           | 62             |